# Love Live! Sunshine!!
Love Live! Sunshine!! (ラブライブ! サンシャイン!! Rabu Raibu! Sanshain!!?) es un proyecto multimedia japonés, desarrollado y coproducido por ASCII Media Works' Dengeki G's Magazine, la discográfica Lantis y el estudio de animación Sunrise. El proyecto es una serie derivada de Love Live! gira en torno a un grupo de estudiantes japonesas que se convierten en idol para evitar el cierre de su escuela, justo como el grupo de idols de la serie original. Su anuncio oficial fue en abril de 2015 con discos de música y videoclips oficiales, seguido de su versión en manga en 2016. La primera temporada del anime consta de 13 capítulos, emitidos entre julio y septiembre de 2016, la segunda temporada se emitió entre octubre y diciembre de 2017 ambos producidos por Sunrise y dirigido por Kazuo Sakai. Tras el último episodio de la segunda temporada, se ha anunciado una película.
Una serie de televisión spin-off del anime titulada "Genjitsu no Yohane: Sunshine in the Mirror" se estrenó en julio de 2023.

## Argumento
Love Live Sunshine!! está situado en Uchiura, Numazu, Shizuoka donde uno de sus institutos, la costera Uranohoshi Academia Femenina, tiene planeada su clausura y trasladar a sus estudiantes a otro instituto en Numazu. Chika Takami, una chica sin un deseo que realmente anhela, se inspira en μ's para reunir amigas y formar su propio grupo de idols japonesas llamado Aqours (アクア Akua?, pronunciado "aqours"), tratando de publicitar su instituto y así evitar el cierre. Para ello, entran en el mismo "Love Live" concurso de idols escolares ganado anteriormente por μ's, el cual es mucho más difícil gracias al incremento de popularidad de las idols escolares.

## Personajes
Aunque apropiado, el argumento anteriormente comentado está referido al anime. Otras partes de la franquicia, como el manga y la novela, contienen algunas variaciones sobre el desarrollo de la historia y de la personalidad de los personajes.
Chika Takami (高海 千歌 Takami Chika?)
Seiyū: Anju Inami
Chika es la protagonista principal y una estudiante de segundo en la Uranohoshi Academia Femenina. Pese a siempre definirse como ordinaria, encuentra que las chicas de μ's son increíblemente deslumbrantes pese a ser estudiantes normales. Esto la lleva a formar un grupo de idols escolares y se convierte en su único y más anhelado deseo. Es la menor de tres hermanas, su familia regenta un ryokan conocido por su onsen con vistas al mar. A veces, a Chika le encanta hacer juegos de palabras de forma inesperada, explicándose más tarde.
Riko Sakurauchi (桜内 梨子 Sakurauchi Riko?)
Seiyū: Rikako Aida
Riko es una modesta y realista estudiante de segundo, transferida de la Otonokizaka Academia Femenina, en Akihabara. Era una joven pianista pero, por alguna razón paró y se mudó a Numazu para poder "sentir" el mar. Tiene miedo a los perros, a pesar de que el perro de los Takami, Shiitake, parezca tener interés en ella. También se ve que tiene interés en varios mangas shōjo y yuri, se le ve a menudo comprando colecciones en sus breves regresos a Tokio. Tras unirse a Aqours se convierte en la compositora del grupo.
Kanan Matsuura (松浦 果南 Matsuura Kanan?)
Seiyū: Nanaka Suwa
Una estudiante de tercero y amiga de la infancia de Chika. Kanan vive sola con su padre en una isla cercana donde regentan una tienda de alquiler de material de buceo. Le es difícil ir a clase ya que tiene que hacerse cargo de la tienda mientras su padre se recupera de una fractura ósea. Ella, Dia y Mari son amigas de la infancia quienes crearon un grupo de idols escolares en su primer año llamado Aqours, pero disuelto pronto, llevando a que las tres se separaran. Kanan es la miembro más atlética del grupo y toma el papel de coreógrafa principal.
Dia Kurosawa (黒澤 ダイヤ Kurosawa Daiya?)
Seiyū: Arisa Komiya
La orgullosa alumna de tercero y presidenta del comité estudiantil de la Uranohoshi Academia Femenina. Ella y su hermana pequeña, Ruby, son miembros de una renombrada y respetada familia. Dia se convierte en una idol escolar a duras penas tras perder un trato con Chika, pero debido a su personalidad, no aceptará menos que una victoria en el Love Live. En el anime, Dia también es una fan enorme de μ's y tras que ella, Kanan y Mari se separaran, estuvo ocultando su entusiasmo por las idols escolares hasta que se une a Aqours. Ella regaña y corrige a los otros miembros con su lema "Bubbū desu wa!" (ブ ッ ブ ブ ー で す わ!?), la onomatopeya japonesa para una respuesta incorrecta.
You Watanabe (渡辺 曜 Watanabe Yō?)
Seiyū: Shuka Saitō
Una enérgica estudiante de segundo muy optimista y amiga de la infancia de Chika. You quiere ser de mayor una capitana de barco, como su padre. Su lema es "Yōsorō!" (ヨーソロー!?). Es una de las principales responsables de la confección de los trajes ya que muestra un gran gusto por los uniformes y la costura.
Yoshiko Tsushima (津島 善子 Tsushima Yoshiko?)
Seiyū: Aika Kobayashi
Yoshiko es una alumna de primero que trata de ocultar que es una Chūnibyō e ir a clases como una estudiante normal. Se refiere a sí misma como "Yohane" (ヨハネ?), diciendo que es un ángel caído por haber enfadado a Dios y quiere que todos la llamen así (aunque nadie lo hace). Como Chika, la razón por la que se convierte en una chūnibyō es porque se siente demasiado ordinaria, de esta forma, la identidad de Yohane hace que toda su personalidad sea como la del personaje que ella misma ha creado. Tras unirse a Aqours, decide seguir con sus peculiaridades de chūnibyō.
Hanamaru Kunikida (国木田 花丸 Kunikida Hanamaru?)
Seiyū: Kanako Takatsuki
Hanamaru es una distraída estudiante de primero cuya familia lleva un antiguo templo de la ciudad, sin tener inventos tecnológicos nuevos como ordenadores o secadores de manos. Por esta razón, se emociona y sorprende con estos inventos, sorprendiendo mucho a las demás. Se refiere a sí misma como "ora" o "Maru", y termina todas sus frases con "-zura" por su Tōkai-Tōsan. También es miembro del coro local por su voz, antes de unirse a Aqours. Es una ávida lectora en la biblioteca del instituto. Ella y Yoshiko son amigas desde preescolar, y Yoshiko la llama "Zuramaru", y Ruby es su amiga de la infancia.
Mari Ohara (小原 鞠莉 Ohara Mari?)
Seiyū: Aina Suzuki
Mari es una estudiante de tercero del Uranohoshi. Su padre es italoestadounidense y lleva una franquicia de hoteles y en Japón, Mari vive en uno de sus hoteles. Mari es una persona enérgica que prefiere actuar sola, y no se siente del todo adecuada para ser una idol escolar. Su estilo de música favorito es el metal industrial. Por sus raíces, Mari habla con un acento inglés y al hablar suele mezclar el inglés y el japonés. La familia de Mari es uno de los principales patrocinadores de Uranohoshi, hasta el punto de que sea nombrada directora de la escuela a pesar de ser una de las alumnas. Es amiga de Dia y Kanan, con las que había formado su propio grupo de idols escolares en el pasado, el cual se disolvió ya que Kanan y Dia querían que aceptara la beca que le había sido concedida para estudiar en el extranjero. Su lema es "¡Shiny!" (¡シ ャ イ ニ ー! Shainī?), que suele decir cada vez que se emociona.
Ruby Kurosawa (黒澤 ルビィ Kurosawa Rubii?)
Seiyū: Ai Furihata
Ruby es la hermana pequeña de Día y una estudiante de primer año. Ruby siempre había soñado con ser una idol, jugando a ser miembros de μ's con su hermana. Es androfóbica (le tiene fobia a los chicos) ya que nunca ha hablado con chicos, con excepción de su padre. En el anime, su timidez es aumentada, por lo que puede entrar en pánico cuando la tocan, independientemente del sexo de la otra persona. Es una de las idols más populares de Aqours y su lema es "Ganbarubii!" (ガンバルビイ!?). Ayuda a You con los trajes.

### Otros
Sarah Kazuno (鹿角 聖良?)
Seiyū: Asami Tano
Es una de los miembros del dúo de idols Saint Snow, rivales de Aqours.
Leah Kazuno (鹿角 理亞?)
Seiyū: Hinata Satō
Es la hermana de Seira y la otra parte de Saint Snow. Ella y su hermana se inspiraron en A-RISE al igual que los miembros de Aqours se inspiraron en μ's.
Shima Takami (高海 志満?)
Seiyū: Kana Asumi
La hermana mayor de Chika.
Mito Takami (高海 美渡?)
Seiyū: Kanae Itō
La otra hermana mayor de Chika y la mediana entre las tres.

## Media

### Manga
El manga titulado Love Live! Sunshine!!, escrito por Sakurako Kimino e ilustrado por Masaru Oda, empezó su publicación en mayo de 2016 de mano de Dengeki G's Magazine. El primer volumen tankōbon fue lanzado el 24 de septiembre de 2016.
También hay un fanbook de 160 páginas de Aqours llamado Love Live! Sunshine!! First Fan Book, Publicado el 26 de junio de 2016. El libro lo publicó ASCII Media Works ahí contiene la presentación de los miembros de Aqours, el manga original escrito por Sakurako Kimino y una nueva portada dibujada por Yuhei Murota.

### Anime
El anime de 13 episodios, producido por Sunrise y dirigido por Kazuo Sakai, se emitió en televisión entre el 2 de julio y el 24 de septiembre de 2016 y se transmitió simultáneamente por Crunchyroll. La serie se licenció en Estados Unidos por Funimation, en Reino Unido por Anime Limited y en Australia por Madman Entertainment. El tema de apertura de la primera temporada es "Aozora Jumping Heart" (青空Jumping Heart. lit. El corazón que salta en el cielo azul?) y el cierre "Yume Kataru Yori Yume Utaou" (ユメ語るよりユメ歌おう lit. Más que explicar nuestros sueños, cantemosles?), ambos cantados por Aqours. Mientras estaba en emisión, dependiendo del episodio de la semana, Bandai Visual sacó merchandise llamado "objetos memorables", objetos de edición limitada que estaban inspirados por los sucesos de dicho episodio. Una segunda temporada se emitió entre el 7 de octubre y 30 de diciembre de 2017, el tema de apertura es "Mirai no Bokura wa Shitteru yo" (未来の僕らは知ってるよ lit. Somos el futuro que conocemos?) y el tema de cierre es "Yuuki wa Doko ni? Kimi no Mune ni!" (勇気はどこに？君の胸に！ lit. ¿Dónde está el coraje? ¡En el pecho!?), ambos cantados por Aqours.
El 26 de junio de 2022 se anunció una serie de televisión derivada de fantasía de anime titulada "Yohane of the Parhelion: Sunshine in the Mirror". Originalmente, un conjunto de ilustraciones de fantasía que aparecían en Love Live! Days y con Yoshiko como el personaje principal como su nombre indica, una adaptación de anime se anunció previamente como una broma de April Fool's 2022 antes de que se hiciera oficial en junio. La serie es producida por Bandai Namco Filmworks y dirigida por Asami Nakatani y escrita por Toshiya Ōno, con Yumiko Yamamoto diseñando los personajes y Tatsuya Katō regresando para componer la música. Se estrenó temprano en Abema el 25 de junio y se estrenará el 2 de julio de 2023 en Tokyo MX y otras redes. El tema de apertura es "Genjitsu Mysterium" de Aqours.

#### Lista de episodios

##### Primera temporada
| Núm. | Título                                                                        | Fecha de emisión         |
| ---- | ----------------------------------------------------------------------------- | ------------------------ |
| 1    | «¡Quiero brillar!» «Kagayakitai!!» (輝きたい!!)                               | 2 de julio de 2016       |
| 2    | «¡Atrapa a la recién llegada!» «Tenkōsei o Tsukamaero!» (転校生をつかまえろ!) | 9 de julio de 2016       |
| 3    | «¡Primer paso!» «Fāsuto Suteppu» (ファーストステップ)                         | 16 de julio de 2016      |
| 4    | «Sus sentimientos» «Futari no Kimochi» (ふたりのキモチ)                       | 23 de julio de 2016      |
| 5    | «Yohane desciende» «Yohane Daten» (ヨハネ堕天)                                | 30 de julio de 2016      |
| 6    | «Hagamos un video» «Pī Bui o Tsukurō» (PVを作ろう)                            | 6 de agosto de 2016      |
| 7    | «Tokyo»                                                                       | 13 de agosto de 2016     |
| 8    | «¿No estás frustrada?» «Kuyashikunai no?» (くやしくないの)                    | 20 de agosto de 2016     |
| 9    | «Jóvenes soñadoras» «Mijuku Dorīma» (未熟DREAMER)                             | 27 de agosto de 2016     |
| 10   | «Tenemos Shinystofado» «Shai-ni Hajimemashita» (シャイ煮はじめました)         | 3 de septiembre de 2016  |
| 11   | «Amistad a la vista» «Yūjō Yōsorō» (友情ヨーソロー)                           | 10 de septiembre de 2016 |
| 12   | «Hora de emprender el vuelo» «Habataki no Toki» (はばたきのとき)              | 17 de septiembre de 2016 |
| 13   | «Sunshine!!» «Sanshain!!» (サンシャイン!!)                                    | 24 de septiembre de 2016 |

##### Segunda temporada
| Núm. | Título                                                                        | Fecha de emisión        |
| ---- | ----------------------------------------------------------------------------- | ----------------------- |
| 1    | «Próximo paso» «Nekusuto Suteppu» (ネクストステップ)                          | 7 de octubre de 2017    |
| 2    | «El sonido de la lluvia» «Ame no Oto» (雨の音)                                | 14 de octubre de 2017   |
| 3    | «Arcoíris» «Niji» (虹)                                                        | 21 de octubre de 2017   |
| 4    | «No me llamen Dia-san» «Daiya-san to Yobanai de» (ダイヤさんと呼ばないで)     | 28 de octubre de 2017   |
| 5    | «Cuidando a un perro» «Inu o Hirou» (犬を拾う)                                | 4 de noviembre de 2017  |
| 6    | «Aqours Wave»                                                                 | 11 de noviembre de 2017 |
| 7    | «El tiempo que nos queda» «Nokosareta Jikan» (残された時間)                   | 18 de noviembre de 2017 |
| 8    | «Hakodate»                                                                    | 25 de noviembre de 2017 |
| 9    | «Awaken the Power»                                                            | 2 de diciembre de 2017  |
| 10   | «Encontrando una manera de brillar» «Shainī o Sagashite» (シャイニーを探して) | 9 de diciembre de 2017  |
| 11   | «Preparatoria Femenina Uranohoshi» «Uranohoshi Jogakuin» (浦の星女学院)       | 16 de diciembre de 2017 |
| 12   | «Mar de Luz» «Hikari no Umi» (光の海)                                         | 23 de diciembre de 2017 |
| 13   | «Nuestro propio resplandor» «Watashi-tachi no Kagayaki» (私たちの輝き)        | 30 de diciembre de 2017 |

### App
En enero del 2016, Love Live! Sunshine!! hizo un anuncio oficial durante un stream confirmando que Aqours estaría en la app Love Live! School Idol Festival rhythm game a partir de julio del 2016. En el juego, Aqours tendría su propia historia, canciones nuevas, y cartas. KLab también añadió cartas de rareza R para cada miembro de Aqours, aun sabiendo que las voces deberían ser añadidas tras julio. La primera aparició fue en junio del 2016, donde Chika y Riko fueron posibles de conseguir en uno de los eventos dentro del juego.

## Música
Las nueve idols de Aqours están agrupadas en tres subunidades: CYaRon! (You, Ruby y Chika), Azalea (Dia, Kanan y Hanamaru), y Guilty Kiss (Yoshiko, Riko y Mari). Actualmente, tienen un total de 5 videoclips oficiales, sin contar los que aparecieron en los episodios.
También están agrupadas en dúos y tríos para algunas canciones como: 
Dúos: -Chika y Kanan; Yoshiko y You; Ruby y Dia.
Tríos: Hanamaru, Riko y Mari.